# Wet (Computerspiel)
Wet ist ein Third-Person-Shooter für die PlayStation 3 und die Xbox 360. Es wurde entwickelt von Artificial Mind and Movement (2010 umbenannt in Behaviour Interactive) und von Bethesda Softworks veröffentlicht. Das Spiel handelt von der Auftragskillerin Rubi Malone, im Original von der Schauspielerin Eliza Dushku synchronisiert.

## Spielprinzip
Wet ist ein Actionspiel, das in übertriebener Darstellung Schießen und Schwertkampf mit Akrobatik und blutigen Inhalten kombiniert. Als solches weist es Parallelen zu Quentin Tarantinos Filmreihe Kill Bill auf.
Der weibliche Hauptcharakter Rubi trägt standardmäßig zwei Pistolen mit unbegrenzter Munition und ein Schwert. Sie kann im weiteren Spielverlauf außerdem auf zwei Schrotflinten, Maschinenpistolen oder Armbrüste zurückgreifen. Diese sind im Vergleich zur Grundbewaffnung deutlich stärker, aber auch munitionsbegrenzt. Rubi kann schießen während sie springt, auf den Knien rutscht, von Gegnern abspringt oder an Wänden entlang rennt. Während dieser akrobatischen Aktionen wird das Spiel in Zeitlupe gespielt. Rubi zielt automatisch mit einer Handfeuerwaffe auf einen Gegner, ein zweiter Gegner kann vom Spieler jederzeit mit der zweiten Waffe anvisiert werden. Rubi kann außerdem ihre Angriffe kombinieren, beispielsweise nach einem Wandlauf auf einen Gegner springen oder eine Person von unten mit ihrem Schwert angreifen, während sie über den Boden rutscht. Für das Töten von Gegnern erhält Rubi Punkte. Diese Punktzahl wird unter anderem durch die Trefferzone und die Schwierigkeit des Treffers (z. B. Entfernung) bestimmt. Daneben existiert der sogenannte Multiplikator. Dieser kann durch das schnelle Töten von Gegnern hintereinander sowie das Einsammeln von Multiplikator-Symbolen erhöht werden. Damit einhergehend beschleunigt sich auch die Geschwindigkeit von Rubis Heilung. Rubi kann ihre Gesundheit weiterhin auffrischen, wenn sie in den Levels Whiskeyflaschen findet.
In einigen Abschnitten des Spiels verfällt Rubi in eine mörderische Berserkerwut. Diese Abschnitte werden optisch reduziert ausschließlich in roter, schwarzer und weißer Farbe dargestellt. Rubis Angriffe werden schneller und stärker, es treten besonders viele Gegner auf einmal auf. Daneben gibt es weiterhin Quick-Time-Events, z. B. in Zwischensequenzen oder während einer Highway-Verfolgungsjagd.
Am Ende jedes Levels wird die Leistung des Spielers nach drei verschiedenen Gesichtspunkten bewertet: Spielzeit, abwechslungsreiche Kampfakrobatik und Durchschnittsmultiplikator. Nach diesen Kriterien werden sogenannte Stilpunkte vergeben, mit denen der Spieler Rubis körperliche und akrobatische Fähigkeiten oder ihren Umgang mit Waffen vor dem Übergang zum nächsten Abschnitt verbessern kann.

## Handlung
Rubi Malone ist eine "Problemlöserin": eine Kopfgeldjägerin und Söldnerin. In dem Prolog des Spiels wird sie angeheuert einen Koffer wiederzuholen, der von einer Gang gestohlen wurde. Dies tut sie, hinterlässt viele tote Gangmitglieder und bringt den Koffer zu einem Krankenhaus. Darin befindet sich ein menschliches Herz, das ein gewisser William Ackers zum Überleben benötigt. Rubi liefert den Koffer an Ackers' dankbaren Sohn.
Ein Jahr später besucht Mr. Ackers Rubi in ihrem Versteck in Texas und heuert sie an, um seinen Sohn aus Hongkong zurückzubringen. Er befände sich dort in schlechter Gesellschaft. Rubi fliegt nach Hongkong und trifft einen hiesigen Freund, Ming, der ihr erzählt, dass Ackers einen mächtigen Drogenring leite. Rubi schafft es, den jungen Ackers zu entführen und zurück nach London zu bringen.
Dort stellt sich heraus, dass nicht der wahre "William Ackers" Rubi angeheuert hat, sondern ein Rivale des Gangsterbosses. Seine Bodyguards köpfen Ackers Sohn und auch Rubi wird nach einem Zweikampf sterbend zurückgelassen. Ihr Freund Milo kann sie jedoch retten. Nachdem sie sich erholt hat, schwört sie Rache und verfolgt den falschen Ackers und seine Gang.
Rubi folgt einem Tipp Milos und sucht die Hilfe einer zwielichtigen Frau namens Kafka. Für sie stiehlt Rubi ein seltenes Buch, welches ins British Museum verschifft werden sollte. Kafka gibt Rubi daraufhin einen Hinweis auf den Aufenthaltsort des Betrügers, der in Wirklichkeit den Namen Rupert Pelham trägt. Die Spur führt Rubi zurück nach Hongkong und dann wieder nach London, wo sie von Pelhams Handlanger Sorrell gefangen genommen wird und wegen Information gefoltert wird. Rubi schafft es, ihre Entführer zu überrumpeln und flüchtet. Sie tötet Sorrell, jedoch nicht, bevor er ihr offenbart, dass Pelham in dieser Nacht gegen den echten Ackers vorgehen wird.
Rubi konfrontiert Pelham in Ackers' Villa, gerade als dieser William Ackers töten möchte. Rubi duelliert sich mit Pelhams weiblichen Bodyguard Tarantula und bricht ihr das Genick, dann enthauptet sie Pelham. Im anschließenden Dialog mit dem geretteten Ackers gibt dieser Rubi weiterhin eine Mitschuld am Tod seines Sohns. Er kann ihr nicht vergeben, aber ihre Taten in dieser Nacht seien für ihn genug, vorerst keine Rache an ihr zu nehmen. Rubi akzeptiert dies und verlässt das Anwesen mit einem kleinen Beutel voll Geld, den ihr Pelham im Gegenzug für die Schonung seines Lebens zugeworfen hatte.
Vor dem Abspann sieht der Spieler in einer Nahaufnahme noch die zuckende Hand Tarantulas.

## Entwicklung
Am 28. Juli 2008 gab der ursprüngliche Publisher Activision Blizzard bekannt, dass er Wet zusammen mit vielen anderen Spielen aufgrund einer Portfolio-Bereinigung noch vor Release aus dem Produktkatalog genommen habe. Die Veröffentlichung des Spiels war damit gefährdet, jedoch wurde das Projekt laut Artificial Mind and Movement nicht ganz abgebrochen, da Wet schon sehr weit in der Entwicklung fortgeschritten war. Auf der Montreal International Game Summit im November 2008, gab der technische Leiter, David Lightbown, bekannt, dass Wet 2009 veröffentlicht werden soll. Der Titel Wet, der im Deutschen "Nass" bedeutet, lässt sich auf einen schmutzigen Job zurückführen, wobei die Hände nass vor Blut werden.
Am 24. April 2009, ließen Famitsu und Amazon verlauten, dass Bethesda Softworks Wet veröffentlichen würden. Am 27. April 2009 bestätigten Bethesda Softworks dies. Das Spiel wurde dann am 15. September 2009 veröffentlicht.
Eine Demo des Spiels wurde im PlayStation-Network und dem Xbox-Live-Marktplatz am 22. August 2009 veröffentlicht.
Am 8. November 2010 kündigte der mittlerweile in Behaviour Interactive zurückbenannte Entwickler eine Fortsetzung an.

## Musik
Die Spielmusik wurde von Brian LeBarton komponiert, und komplett live binnen vier Tagen in Los Angeles eingespielt. Zur Band zählten unter anderen Carla Azar von Autolux, der Motown-Schlagzeuger James Gadson, Shawn Davis am Bass, Justin Stanley auf der Gitarre, Davey Chegwidden und Elizabeth und Chris Lea an der Posaune und dem Saxophon. LeBarton sagte zu der Musik, passend zum Grindhouse-Stil des Spieles und inspiriert durch die Musik alter Italo-Western: „Ich wollte Musik machen, die einem wirklich Angst einjagt, die einen fühlen lässt, als wäre man mitten im Spiel. Sie muss dich aufmerksam machen und dein Gehirn zum Ausrasten bringen.“
Besonders Lob erhielt auch der lizenzierte Soundtrack und die im Spiel verwendeten Lieder, überwiegend aus den Genres Rockabilly und Psychobilly:
| - Agents Del Futuro – The New Gills - Bert Selen – Western Rock - Brasstronaut – Old World Lies - Brasstronaut – Requiem for a Scene - Corpse Show Creeps – El Matador - Corpse Show Creeps – Rebel Rock - Creepin Cadavers – Aquarium - Creepin Cadavers – Frankie Dig A Hole - Echo Pilot – Three Village Sound Clash - Eliazar – Flyin By - Gypsy Pistoleros – Switchblade Kiss Comes Close - Gypsy Pistoleros – The Crazy Loco Loquito - Gypsy Pistoleros – Una Para Todo Es Bandido - Knock Galley West – As We Ride - Knock Galley West – Murder - Knock Galley West – Undead West - Long Tall Texans – Adventure - Long Tall Texans – Why Did You Lie to Me? | - Mushroom Lounge – So Fine in the Sunshine - New Skool Kings – Surf Song - Notorious MSG – Chinatown Hustler - The Arkhams – Insane - The Arkhams – She Lost Control - The Brains – You're Dead - The Chop Tops – El Diablo - The Chop Tops – Radium Rag - The Chop Tops – Teddy Boy Stomp - The Creepshow – Rock N Roll Sweetheart - The Gutter Demons – The Offer - The Hypnophonics – Children of the Atom - The Hypnophonics – Dead Meat - The Hypnophonics – Invasion - The Hypnophonics – Romance With a Rapist - The Hypnophonics – Scream - Three Bad Jacks – Crazy in the Head |

## Synchronisation
| Rolle                              | englischer Sprecher     | deutscher Sprecher |
| ---------------------------------- | ----------------------- | ------------------ |
| Rubi Malone                        | Eliza Dushku            | Gisa Bergmann      |
| Rupert Pelham                      | Malcolm McDowell        | Aart Veder         |
| Tarantula                          | Kim Mai Guest           |                    |
| Zhi                                | Parry Shen              |                    |
| Ratboy / Dr. Afro                  | Ron Yuan                | Peter Wenke        |
| Christopher Sorrell / Ze Kollektor | Alan Cumming            | Andreas Gröber     |
| Ming                               | James Sie               |                    |
| William Ackers                     | William Morgan Sheppard | Richard van Weyden |
| Milo                               | Andrew Ableson          | Mario Hassert      |